# Sociale dans
Sociale dans is een groep dansen die een sociale functie en context hebben. Sociale dansen zijn over het algemeen bedoeld voor deelname en niet alleen voor optredens en kunnen relatief gemakkelijk worden geleid en gevolgd. Ze worden vaak vooral gedanst als sociale activiteit en voor vermaak. De feestjes zijn het belangrijkst, maar ze kunnen ook ceremoniële, competitieve en erotische functies hebben. Het draait in ieder geval om gemeenschap en verbinding. Als je de passen kent, hoor je bij een groep. Maar sociale dansen verspreiden zich ook naar andere groepen en vervagen zo de grenzen tussen groepen.
Veel sociale dansen van Europese origine zijn parendansen (zie Ballroomdans) maar in andere delen van de wereld is dit heel ongebruikelijk. Daar bestaan bijvoorbeeld meer rondedansen of linedances, soms speciaal voor mensen van een bepaalde leeftijdsgroep, geslacht of sociale status.

## Sociale dans in het westen
Het soort dansen dat wordt uitgevoerd bij sociale bijeenkomsten als vorm van sociale interactie. Er zijn nog manuscripten van socialedansmuziek uit de 14e eeuw voor dansen zoals de ballo, carols (vergelijkbaar met leisen), estampie, saltarello en trotto, maar geen duidelijke choreografieën. De eerste schriftelijke beschrijvingen van dansen stammen uit de 15e eeuw. In een manuscript uit Brussel wordt een Bourgondische hofdans beschreven die in heel Europa gedanst werd. Hiernaar wordt verwezen als de basse danse en hierbij voert een grote groep een aantal stappen uit op een drietelsmaat. Aan de Italiaanse hoven werden ballen gehouden, waar een grote variëteit aan choreografieën met verschillende ritmes, stappen en houdingen voor de deelnemers werden gedanst. Deze werden in instructieboekjes vastgelegd door zeer gerespecteerde dansdocenten die ze voor de hoven choreografeerden.
Sociale dansen van de lagere klassen werden niet vastgelegd tot in de late renaissance. Volgens Richard Powers moesten hovelingen zich in de tweede helft van de 16e eeuw voortdurend bewijzen met sociale vaardigheden, vooral door te dansen. Enkele van de dansen uit deze periode zijn de pavane en de canario. Daarnaast zijn er ook beschrijvingen van de volksdans branle en de volta. De boeren op het platteland waren ook een bron voor nieuwe hofdansen wanneer de oude niet modieus genoeg meer waren.
Tijdens de barok werden hofbals gebruikt om met sociale status te pronken. Een formeel bal werd geopend met een branle, waarbij koppels op een rij stonden op volgorde van hun plaats in de sociale hiërarchie. Het koppel met de hoogste status danste eerst. De menuet en de gavotte werden steeds populairder. Ballen eindigden vaak met een Engelse country dance (niet te verwarren met country and western dance). Frankrijk nam een voorbeeldrol wat betreft dansen, maar de Franse Revolutie leidde tot een verandering richting minder formaliteit.
Tijdens de regency, van 1811-1830, werd de quadrille de populairste dans in Engeland en Frankrijk. Deze bestond uit een breed scala aan stappen waarbij de voeten de grond schampen, zoals de chassé en jeté. De meeste andere dansen uit dit tijdperk, zoals de mazurka, werden op een lijn of in een vierkant uitgevoerd.
De wals, die rond het einde van de napoleontische oorlogen (begin 19e eeuw) in Groot-Brittannië verscheen, was een parendans waarbij de partners dichter bij elkaar dansten dan tot dan toe was toegestaan. In de wals was er geen leider/volger-mechaniek. De partners dansten als gelijkwaardige deelnemers, wat destijds een nieuwigheid was. Ook bij de polka, die in deze periode in opkomst was, stonden de partners schandalig dicht bij elkaar. Volgens Powers waren de dansen uit deze periode "fris, inventief, jeugdig en enigszins gewaagd", net als de maatschappij van die tijd.

### Amerika in de 20e eeuw
Tegen het eind van de 19e eeuw begonnen Amerikanen de hofdansen uit de tijd van hun grootouders moe te worden. Aan het begin van de 20e eeuw begonnen ze victoriaanse dansen zoals de two-step te combineren met ragtimemuziek. Andere dansen uit deze periode zijn de Afro-Amerikaanse cakewalk, en zogenaamde 'animal dances' (dierendansen) zoals de turkey trot. De populairste sociale dans uit die tijd is de one-step. Hierbij zetten paren op iedere tel van de muziek een stap. Deze dans was zo gemakkelijk dat zelfs beginners konden meedoen.
Rock-'n-roll in de jaren '50 veroorzaakte een verandering van het sociale dansen richting opstandigheid. Dit was vooral duidelijk bij tieners die niet dezelfde stappen wilden dansen als hun ouders. De dansen waren voornamelijk op swingmuziek gebaseerd, maar er waren regionale verschillen. Partners begonnen weer als individuen te dansen, met als duidelijke boodschap dat het niet nodig was een leider en een volger te hebben.